# Herb gminy Kosakowo
Herb gminy Kosakowo – jeden z symboli gminy Kosakowo.

## Wygląd i symbolika
Herb przedstawia na tarczy czarną kotwicę, pokazującą więź gminy z Morzem Bałtyckim. W jej środku umieszczono kłos zboża, którego każde ziarno symbolizuje jedno z sołectw. Tło herbu jest podzielone na pół dwoma kolorami - zielonym i niebieskim. Zielony kolor nawiązuje do rolnictwa i gospodarstw gminy, natomiast niebieski do rybołówstwa i morza.